# テルマ・モンテイロ

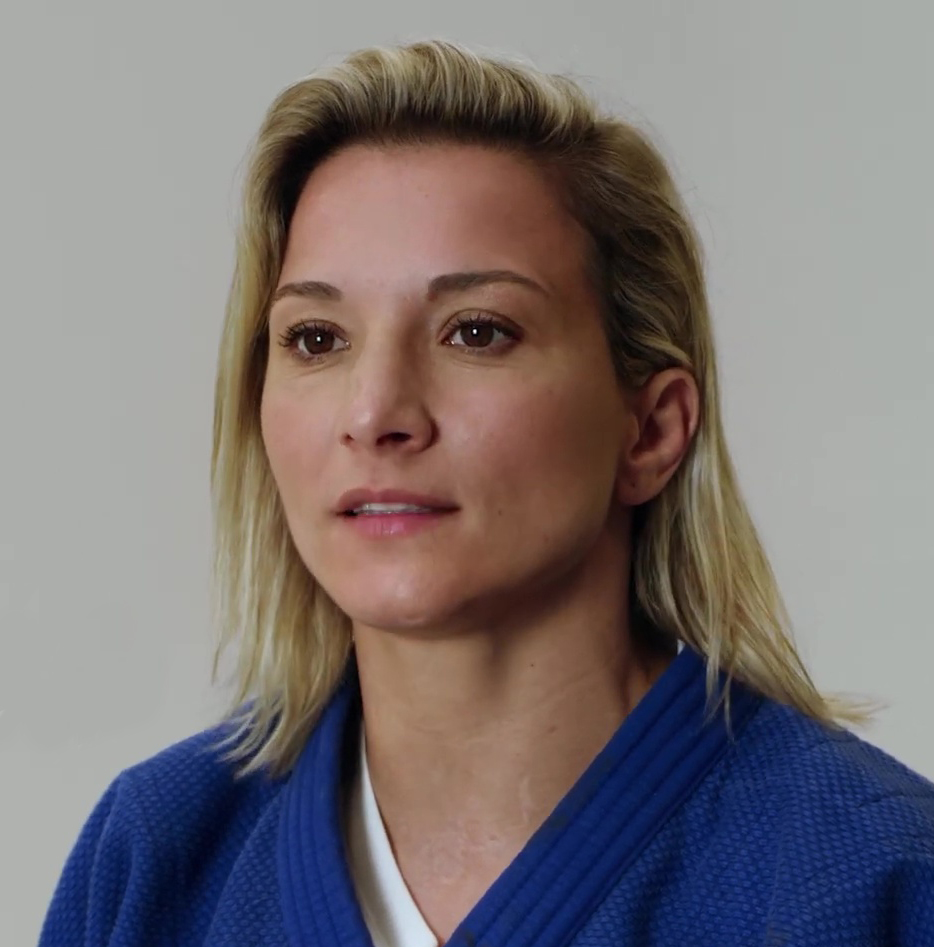
2021年

テルマ・アレシャンドラ・ピント・モンテイロ（Telma Alexandra Pinto Monteiro、1985年12月27日 - ）はポルトガル・リスボン出身の柔道家。身長は163 cm。階級は57 kg級。

## 経歴

### 52kg級時代
リスボンのサンセバスティアン・ダ・ペドレイラ地区で生まれるが、アルマダで育つ。
柔道は12歳の時に姉のアナの影響で家の近くにあった柔道教室に通うことで始めるが、同時に取り組んでいた陸上競技やサッカーほどの興味を示せず一旦はやめる。しかしながら、ベイラマル・アスレティッククラブで取り組んでいたサッカーでは、周囲は年上の選手ばかりでベンチに待機することも多かったことなどからサッカーをやめて、14歳の時に再び柔道を習い始める。
本格的に取り組み始めたのは14歳からと比較的遅かったものの、52 kg級の選手としてジュニアでは早くから頭角を現して、ヨーロッパのジュニアの国際大会では何度も上位に入賞する。
18歳の時にはシニアのヨーロッパ選手権でも3位に入る活躍を示して、アテネオリンピックに出場するもののフランスのアナベル・ウラニとルーマニアのイオアナ・アルアス・ディネアに敗れて9位に終わる
。
その後、ジュニアのヨーロッパ選手権で優勝を成し遂げると、世界ジュニアに出場して準々決勝で優勝した淑徳大学の西田優香に背負投で有効ポイントを取られて敗れるも3位となる。
2005年には前年に続いてヨーロッパ選手権で3位となり、カイロ世界選手権では優勝した中国の李営に敗れるも、3位決定戦では前年のアテネオリンピックで敗れたディネアに一本勝ちして3位となる。
2006年にはヨーロッパ選手権で初優勝を飾り、さらには23歳以下のヨーロッパ選手権でも優勝を果たす。さらには福岡国際に57 kg級で出場して決勝まで進むも、ロシアのオルガ・ソニナに一本負けして2位に終わる。
2007年にはヨーロッパ選手権で2連覇を果たすが、リオデジャネイロ世界選手権では決勝で中国の石俊杰に効果を取られて2位に終わる。
2008年は北京オリンピックに出場するも、3回戦で優勝した中国の冼東妹に双手刈で一本負け、敗者復活戦でもスペインのアナ・カラスコサに技ありを取られて敗れ、アテネオリンピックに続いて9位に終わる。

### 57kg級に階級を変えて以降
2009年になると階級を57 kg級に上げて、1月のワールドカップ・ソフィアでは優勝を果たすものの、2月のグランドスラム・パリでは準々決勝で帝京大学の松本薫に判定負けして5位に終わる。
続くグランプリ・ハンブルクでは、準決勝で松本に朽木倒で一本勝ちした勢いで優勝を飾る。
4月にはヨーロッパ選手権に出場して優勝を飾り、52 kg級時代に続いて2階級制覇を成し遂げる。
5月にはグランドスラム・モスクワに出場するが、準決勝で松本に判定負けして3位となる。
その1週間後には地元リスボンで開催されたワールドカップ・リスボンに出場して優勝を果たす。
7月にはグランドスラム・リオデジャネイロに出場して決勝でコマツの宇高菜絵に掬投で一本勝ちして優勝を果たす。
8月にはロッテルダム世界選手権に出場して決勝まで勝ち上がるも、フランスのモルガネ・リボーに指導2を取られて敗れ、前回大会に続いて2位に終わる。
その後はケガでしばらく大会から離れていたものの、2010年の2月にはワールドカップ・ブダペストに出場するが、2回戦でトルコのクドレト・エジルメスに反則負けしてメダルなしに終わる。
しかし翌週にはグランプリ・デュッセルドルフに出場して、決勝では松本に送襟絞で敗れるが2位となる。その後の表彰式では、普段あまり笑顔を見せないと言われている松本の笑いを誘い出すなど、ユーモラスな側面ものぞかせる。
4月にはヨーロッパ選手権に出場するが、イタリアのジュリア・クインタバレに敗れて3位に終わる。
5月にはグランドスラム・リオデジャネイロに出場して、決勝では再び松本との対戦となり前半は優勢に試合を進めて指導1を取るも、後半は守りに入って指導2を取られて再び2位に終わる。
7月にはグランドスラム・モスクワに出場するが、準決勝でオーストリアのサブリナ・フィルツモザーに反則負けを喫して3位に留まる。
9月には東京世界選手権に出場して、準決勝でフィルツモザーを掬投の技ありで破ると、決勝では今年3度目の松本との対戦になったが、寝技の攻防ではなりふり構わず場外に逃げ出すなど松本優位のうちに試合を進められて、途中2度ほど低い姿勢からの背負い投げで松本を崩す場面もあったものの、延長戦の末に小外刈で一本負けを喫して世界選手権では3大会連続の2位に終わる。
11月にはグランプリ・アブダビに出場するが、初戦で中国のリウ・ヤンに延長戦の末に判定負けする。
また、2010年からはIJFのルールが改正されて、下半身への攻撃は一発で反則負けになる新ルールが適用されたことにより、背負投の他に肩車や朽木倒、掬投などタックル系の技を得意技にしていたモンテイロにとってはかなり影響が出るものかとも思われていたが、
世界選手権で2位になったのを始め、国際大会で以前と変わらない結果を残したことで、新ルールにも充分適応できる能力を示した。
2011年の1月にはワールドマスターズに出場して決勝で松本と対戦するが、今回は立ち背負いで技あり、終了間際にも朽木倒しで有効を取って優勝を果たして、2009年2月のグランプリ・ハンブルク以来約2年ぶりに松本から勝利する。また今大会で勝ったことにより、松本の国際大会での連続優勝記録を7でストップさせる。
2月にはグランドスラム・パリに出場するが、準決勝で了徳寺学園の佐藤愛子に袖釣込腰で技有りと有効、大内刈で有効を取られて完敗して3位に終わる。
2週間後のグランプリ・デュッセルドルフにも出場するが、準々決勝でクインタバレに反則負けして5位に終わる。
4月にはヨーロッパ選手権に出場して、準々決勝でクインタバレに十字固めで一本勝ち、準決勝でもアゼルバイジャンのキファヤト・ガシモワに有効3つを取った後に肩固めで完勝するも、決勝でフィルツモザーに延長戦において指導2を取られて2位に終わる。
5月にはグランドスラム・モスクワに出場するも、3回戦でロシアのイリーナ・ザブルディナに一本負けしてメダルを獲得できずに終わる。
6月には地元リスボンで開催されたワールドカップ・リスボンに出場するが、準々決勝でブラジルのケトレイン・クアドロスに背負投で敗れるが、3位決定戦でモンゴルのチュメンオド・バトゥグスを指導3で破り3位となる。
7月にはハンブルクで開催されたヨーロピアン・カップでイギリスのソフィー・コックスを破り優勝を果たす。
8月にはパリで開催された世界選手権に出場するが、初戦でドイツのミリアム・ローパーに小外掛でよもやの一本負けを喫して、世界選手権では5度目の出場にして初めてメダルを逃した。
10月にはグランプリ・アブダビに出場するが、準決勝でオランダのユール・フランセンと対戦した際に右足を負傷して棄権負けとなり3位にとどまった。
11月にはポルトガルスポーツ連盟から今年度の最優秀女子スポーツ選手として表彰された。
さらに、MTV Portugalと提携を果たした。
2012年1月には ワールドマスターズに出場して、準決勝で世界チャンピオンの佐藤愛子に背負投で一本勝ちするも、決勝では松本薫に送襟絞で一本負けを喫して、今大会2連覇はならなかった。
2月にはグランドスラム・パリに出場して、決勝で佐藤愛子から開始9秒の大内刈で一本勝ちして、今大会初優勝を飾った。
。
続いてグランプリ・デュッセルドルフに出場するが、初戦で世界ジュニアチャンピオンである桐蔭学園高校の山本杏に内股で一本負けを喫した
。
4月にはヨーロッパ選手権に出場して、準々決勝でハンガリーのヘドヴィグ・カラカスに技ありで勝った以外は全て一本勝ちで勝ち上がり、決勝でもギリシャのユリエッタ・ブクバラを背負投で破って優勝を果たした
。
5月には3週間ほど中国へトレーニングに出向いた。
さらに2011年度のポルトガル年間最優秀女性選手としてゴールデングローブ賞に選ばれたが、中国に滞在していたために姉のアナが代わりに賞を授かった。
6月にはこれまでの実績が評価されて、ポルトガル政府より功労勲章をポルトガル大統領のアニーバル・カヴァコ・シルヴァから直接授与された。
7月にはロンドンオリンピックにおけるポルトガル選手団の旗手に選ばれた。
ロンドンオリンピックでは初戦でアメリカのマルティ・マロイにGSに入ってからの隅返で有効を取られて敗れ、三度オリンピックでメダルを獲得することができなかった。
ロンドンオリンピック後、最初の国際大会となった2013年2月のヨーロッパオープン・ソフィアでは、決勝で龍谷大学の小野彰子を裏投で破って優勝を飾った。
続くグランドスラムパリでは準々決勝でドイツのヴィオラ・ベヒターに一本負けするなどして7位に終わった。
4月のヨーロッパ選手権では準決勝でフランスのオトーヌ・パヴィアに内股で敗れるが、3位決定戦でオランダのサンネ・フェルハーヘンを指導3で破り3位となった。
5月にロシアのチュメニで開催されたワールドマスターズでは、準々決勝でパヴィアに大外刈で敗れたものの、3位決定戦では国士舘大学の山本杏に指導2で優勢勝ちして3位に入った
。
6月には地元で開催されたヨーロッパ・オープン・リスボンに出場するが、2回戦でスロベニアのヴロラ・ベデティに敗れてメダルを獲得できずに終わった
。
8月にはリオデジャネイロで開催された世界選手権に出場するが、初戦でコソボのノラ・ジャコヴァに内股で技ありを取られて敗れた。
9月のグランプリ・リエカでは、決勝でドイツのミリアム・ローパーに敗れた。
10月のヨーロッパ学生柔道選手権大会では優勝を飾った。
11月のグランプリ・アブダビでは3位だった。
2014年1月にはECCO柔道チームチャレンジ2014 ヨーロッパ対アジアにヨーロッパチームの一員として出場すると、モンゴルのドルジスレン・スミヤを片羽絞で破った。
2014年2月のグランドスラム・パリでは、準々決勝でパヴィアに終了直前に逆転の反則負けを喫すると、敗者復活戦でも世界チャンピオンであるブラジルのラファエラ・シルバに合技で敗れて7位にとどまった。
3月にはヨーロッパオープン・ワルシャワに出場して、決勝でオランダのフェルハーヘンを破って優勝した。
4月のヨーロッパ選手権では、準々決勝でフィルツモザーに後袈裟固で敗れるが、3位決定戦でコリーナ・カプリオリウを背負投で破って3位となった。
7月のグランプリ・ウランバートルでは準々決勝で大友真貴子に袖釣込腰の有効で敗れたが、その後の3位決定戦でカラカスを背負投の技ありで破って3位になった。
8月の世界選手権では決勝まで進んで宇高菜絵と対戦した。先に指導1を取るが終了30秒前に指導1を取り返されると、GSに入ってから足取りの反則負けを喫して、世界選手権4度目となる2位に終わった。
10月のグランドスラム・アブダビでは決勝でフランスのレティシア・ブロを合技で破り、グランドスラム大会で3度目の優勝を飾った。
11月には2010年、2011年に続き3度目となるポルトガルの最優秀女子スポーツ選手に選出された。
12月のグランドスラム・東京では準々決勝で山本杏を技ありで破るなどして決勝まで進むも、松本薫に横四方固で敗れた。
2015年に入ると、2月9日付けの世界ランキングで1位に躍り出た。
5月のワールドマスターズでは初戦でフェルハーヘンに敗れた。
6月にはバクーで開催されたヨーロッパ選手権を兼ねたヨーロッパ競技大会において、決勝でカラカスを腕挫十字固に仕留めて優勝を飾った。ヨーロッパ選手権での優勝は今回で5度目となった。
8月の世界選手権では準々決勝でパヴィアに有効で敗れると、敗者復活戦でもドルジスレンに反則負けを喫して7位にとどまった。
10月のグランドスラム・パリでは決勝でドルジスレンをGSに入ってから指導2で破り、今大会3年ぶり2度目の優勝を飾った。
12月にはポルトガルオリンピック委員会により今年度の最優秀選手に選出された。
2016年2月にはケガをした左膝じん帯の手術を受けた。3ヶ月は安静にしておかなければならないが、リオデジャネイロオリンピックまでには間に合うという。
6月には復帰戦となるグランプリ・ブダペストに出場すると、準決勝で宇高に大外刈の技ありで敗れたが3位なった。
8月のリオデジャネイロオリンピックでは準々決勝でモンゴルのドルジスレンにGSに入ってから指導1で敗れたが、その後の敗者復活戦でパヴィアを腕挫十字固で破ると、3位決定戦ではカプリオリウを有効で破って銅メダルを獲得した。なお、閉会式では旗手を務めた。
2017年7月にはオリンピック以来約11ヶ月ぶりの国際大会となるヨーロッパオープン・ミンスクに出場して優勝を飾った。
8月の世界選手権では準々決勝でローパーに敗れると、その後の3位決定戦でもフランスのエレーヌ・ルスボーに技ありで敗れて5位にとどまった。
12月のグランドスラム・東京では2回戦でカラカスに敗れた。
2018年2月のグランドスラム・パリでは準々決勝で芳田司と対戦すると、技ありを先取するも内股で逆転負けするなどして7位に終わった。
2018年3月のグランドスラム・エカテリンブルグでは準決勝で玉置桃を技ありで破ると、決勝では台湾の連珍羚に合技で一本勝ちして、グランドスラム大会5度目の優勝を飾った。
4月のヨーロッパ選手権では準々決勝でコソボのノラ・ジャコヴァに一本負けするも3位になった。
7月のグランプリ・ザグレブでは初戦でカナダのジェシカ・クリムカイトに反則負けを喫した。
8月のグランプリ・ブダペストでは初戦でフィルツモザーに反則負けした。
9月の世界選手権では2回戦で芳田に横四方固で敗れた。
11月のグランドスラム・大阪では初戦で世界ジュニアチャンピオンの舟久保遥香に横四方固で敗れた。
2019年2月のグランドスラム・パリでは2回戦でクリムカイトに反則負けした。
2019年3月の グランドスラム・エカテリンブルグでは準決勝でカナダの出口クリスタに敗れると、3位決定戦でもクリムカイトに敗れて5位だった。
3月のグランプリ・トビリシでも初戦でフェルハーヘンに敗れた。
5月のグランドスラム・バクーは準々決勝でドイツのテレーザ・シュトールに大内刈で敗れるなどして7位だった。
6月のヨーロッパ競技大会では準決勝でジャコヴァに反則負けして3位だった。団体戦では準決勝のオランダ戦で13分近い戦いの末にフェルハーヘンを技ありで破りチームを決勝に押し上げるが、ロシア戦ではダリア・メジェツカヤに開始早々一本負けするとチームも2位にとどまった。
7月のグランプリ・ザグレブでは準々決勝でイギリスのネコダ・スミス＝デイビスに敗れるなどして7位だった。
8月に東京で開催された世界選手権では3回戦でシルバに反則負けを喫した。
10月のグランドスラム・ブラジリアでは準々決勝でスミス＝デイビスに反則負けすると、その後の3位決定戦でも地元のシルバに技ありで敗れて5位だった。
12月のワールドマスターズでは準々決勝で芳田に敗れるも、その後の3位決定戦で連珍羚に反則勝ちして3位になった。
2020年1月のグランプリ・テルアビブでは準決勝でスロベニアのカヤ・カイゼルに技ありで敗れると、3位決定戦でもジャコヴァに技ありで敗れて5位だった。
2月のグランドスラム・パリでは準決勝でドルジスレンに立ち姿勢から倒れ込む腋固を仕掛けて反則負けを喫したため、玉置桃との3位決定戦に出場できず5位だった。
10月のグランドスラム・ブダペストでは準決勝でルスボーに一本負けすると、3位決定戦でもイスラエルのティムナ・ネルソン＝レヴィに技ありで敗れて5位だった。
11月のヨーロッパ選手権では決勝まで進むも、カラカスに反則負けを喫した。しかし、今回ヨーロッパ選手権で14個目のメダルを獲得したことにより、女子選手ではオーストリアのエーディト・フロバットと並んでトップタイとなった。
2021年1月のワールドマスターズでは準々決勝でサラ＝レオニー・シジクに技ありで敗れると、3位決定戦でもジャコヴァに技ありで敗れて5位だった。
4月に地元リスボンで開催されたヨーロッパ選手権では、準決勝でジャコヴァ、決勝でスロベニアのカヤ・カイザーをそれぞれ一本勝ちで破って、今大会6度目の優勝を果たした。35歳での優勝は史上最年長を記録することになった。
6月の世界選手権では準々決勝で玉置に反則負けを喫すると、敗者復活戦でもセルビアのマリカ・ペレシッチに反則負けして7位だった。
7月に日本武道館で開催された東京オリンピックではオリンピック5度目の出場となったが、2回戦でポーランドのユリア・コバルチクに反則負けを喫した。
11月のグランドスラム・アブダビでは決勝でフランスのプリシラ・ネトを技ありで破って、史上最年長となる35歳334日でグランドスラム大会優勝を成し遂げた。これにより、2024年のパリオリンピックまで現役を続行することに決めた。
2022年1月に地元で開催されたグランプリ・アルマダでは準決勝でオランダのペルーニ・コルネリセに敗れて3位だった。
2月のグランドスラム・テルアビブでは初戦でポーランドのアルレタ・ポドラクに技ありで敗れた。
4月のグランドスラム・アンタルヤでは準決勝でカナダの出口クリスタに合技で敗れると、その後の3位決定戦でもブラジルのジェシカ・リマに合技で敗れて5位だった。
続くヨーロッパ選手権では2回戦でドイツのパウリーヌ・シュタルケに一本負けを喫した。
7月のグランドスラム・ブダペストでは準決勝で舟久保に横四方固で敗れると、3位決定戦でもイスラエルのティムナ・ネルソン＝レヴィに敗れて5位だった。
8月にはモンテイロを始めバルバラ・ティモ、アンリ・エグティゼなど7名の選手が、ポルトガル柔道連盟会長のジョルジ・フェルナンデスに対して公開書簡を送付した。新型コロナウイルス対策としてフェルナンデスが居住するコインブラでの研修をほぼ毎週末に強いることや、精神面の不安定さについて語ることを禁ずること、ティモやエグティゼといった他国出身の選手に対する差別的取り扱いなどへの善処を求める内容となっている。
11月のグランドスラム・バクーでは決勝で出口クリスタに反則負けして2位だった。
2023年2月のグランドスラム・パリでは準決勝で地元フランスのプリシラ・ネト、3位決定戦でもウクライナのダリア・ビロディドにそれぞれ敗れて5位だった。
続くグランドスラム・テルアビブでは2回戦でイタリアのベロニカ・トニオロに反則負けを喫した。
3月のグランドスラム・アンタルヤでは準々決勝でブラジルのジェシカ・リマに技ありで敗れるなどして7位だった。
5月の世界選手権では初戦でスロベニアのカヤ・カイゼルに敗れた。
6月のグランドスラム・ウランバートルでは準々決勝で中立選手として出場したロシアのクセニヤ・ガリツカヤに技ありで敗れると、その後の3位決定戦でも韓国のホ・ミミに敗れて5位だった。
8月のワールドマスターズでは初戦で世界チャンピオンの出口を腕挫腕固で破るも、その後の準々決勝でドイツのパウリーヌ・シュタルケに敗れるなどして7位だった。
9月のグランドスラム・バクーでは準々決勝でジョージアのエテリ・リパルテリアニに敗れると、敗者復活戦でもイスラエルのティムナ・ネルソン＝レヴィに敗れて7位だった。
11月のヨーロッパ選手権では初戦で中立選手(AIN)名義で出場したロシアのダリア・クルボンママドワに棄権負けした。
2024年4月のヨーロッパ選手権では準々決勝でシュタルケに敗れるなどして7位だった。
5月のグランドスラム・ドゥシャンベでは初戦でイタリアのベロニカ・トニオロに反則負けを喫した。
続くグランドスラム・アスタナでは初戦で台湾の連珍羚に敗れた。
7月のパリオリンピックは参加資格を得るまでに至らず、6大会連続のオリンピック出場はならなかった。
12月には現役引退を表明した。

## 人物
- かなりの美人選手として国際的にも知られており、また、ポルトガル国内では度々テレビ出演をしている[147]。

- トレーニングの一環としてサーフィンやウェイクボードにも取り組むこともある[148]。

- リスボンにあるルソフォナ大学で体育学を専攻した[149]。

- また、柔道選手としてSLベンフィカという総合スポーツクラブに所属している[1][150]。

- 得意技は、右組からの立ち姿勢と膝付き両方の体勢から素早く仕掛けることのできる背負投と小内刈[151]。

## 主な戦績
- 2002年 - ポルトガルオープン　ジュニアの部　2位
- 2002年 - ポルトガルジュニア国際　2位
- 2003年 - ポルトガルオープン　ジュニアの部　優勝
- 2003年 - スウェーデンジュニア国際　優勝
- 2003年 - チェコジュニア国際　2位
- 2003年 - ポルトガルジュニア国際　2位
- 2003年 - ヨーロッパジュニア柔道選手権大会　3位
- 2004年 - オーストリア国際　優勝
- 2004年 - ポーランド国際　3位
- 2004年 - イタリア国際　優勝
- 2004年 - エストニア国際　3位
- 2004年 - ヨーロッパ柔道選手権大会　3位
- 2004年 - アテネオリンピック　9位
- 2004年 - ヨーロッパジュニア柔道選手権大会　優勝
- 2004年 - 世界ジュニア柔道選手権大会　3位
- 2005年 - フィンランド国際　3位
- 2005年 - スペイン国際　優勝
- 2005年 - ヨーロッパ柔道選手権大会　3位
- 2005年 - 世界柔道選手権大会　3位
- 2005年 - ヨーロッパU23柔道選手権大会　2位
- 2006年 - ロシア国際　優勝
- 2006年 - スウェーデン国際　2位
- 2006年 - ヨーロッパ柔道選手権大会　優勝
- 2006年 - ヨーロッパU23柔道選手権大会　優勝
- 2006年 - 福岡国際　2位
- 2007年 - フランス国際　2位
- 2007年 - ヨーロッパ柔道選手権大会　優勝
- 2007年 - デンマーク国際　優勝
- 2007年 - ロシア国際　2位
- 2007年 - ポルトガル国際　優勝
- 2007年 - 世界柔道選手権大会　2位
- 2008年 - フランス国際　3位
- 2008年 - ルーマニア国際　優勝
- 2008年 - 北京オリンピック　9位
- 2009年 - ワールドカップ・ソフィア　優勝
- 2009年 - グランプリ・ハンブルク　優勝
- 2009年 - ヨーロッパ柔道選手権大会　優勝
- 2009年 - グランドスラム・モスクワ　3位
- 2009年 - ワールドカップ・リスボン　優勝
- 2009年 - グランドスラム・リオデジャネイロ　優勝
- 2009年 - 世界柔道選手権大会　2位
- 2010年 - グランプリ・デュッセルドルフ　2位
- 2010年 - ヨーロッパ柔道選手権大会　3位
- 2010年 - グランドスラム・リオデジャネイロ　2位
- 2010年 - グランドスラム・モスクワ　3位
- 2010年 - 世界柔道選手権大会　2位
- 2011年 - ワールドマスターズ 優勝
- 2011年 - グランドスラム・パリ　3位
- 2011年 - ヨーロッパ柔道選手権大会　2位
- 2011年 - ワールドカップ・リスボン　3位
- 2011年 - ヨーロピアン・カップ　優勝
- 2011年 - 世界柔道選手権大会　初戦敗退
- 2011年 - グランプリ・アブダビ　3位
- 2012年 -　ワールドマスターズ　2位
- 2012年 - グランドスラム・パリ　優勝
- 2012年 - ヨーロッパ柔道選手権大会　優勝
- 2012年 - ロンドンオリンピック　初戦敗退
- 2013年 - ヨーロッパオープン・ソフィア　優勝
- 2013年 - ヨーロッパ柔道選手権大会　3位
- 2013年 - ワールドマスターズ 3位
- 2013年 - グランプリ・リエカ 3位
- 2013年 - ヨーロッパ学生柔道選手権大会　優勝
- 2013年 - グランプリ・アブダビ 3位
- 2014年 - ECCO柔道チームチャレンジ2014 ヨーロッパ対アジア　優勝
- 2014年 - グランドスラム・パリ　7位
- 2014年 - ヨーロッパオープン・ワルシャワ　優勝
- 2014年 - ヨーロッパ柔道選手権大会　3位
- 2014年 - グランプリ・ウランバートル 3位
- 2014年 - 世界選手権 2位
- 2014年 - グランドスラム・アブダビ　優勝
- 2014年 -　グランドスラム・東京　2位
- 2015年 - ヨーロッパ競技大会　優勝
- 2015年 - 世界選手権　7位
- 2015年 - グランドスラム・パリ　優勝
- 2016年 - グランプリ・ブダペスト　3位
- 2016年 - リオデジャネイロオリンピック 3位
- 2017年 - ヨーロッパオープン・ミンスク　優勝
- 2017年 - 世界選手権　5位
- 2018年 - グランドスラム・パリ　7位
- 2018年 -　グランドスラム・エカテリンブルグ　優勝
- 2019年 - グランドスラム・エカテリンブルグ　5位
- 2019年 - グランドスラム・バクー　7位
- 2019年 - ヨーロッパ競技大会個人戦 3位　団体戦　2位
- 2019年 - グランドスラム・ブラジリア　5位
- 2019年 -　ワールドマスターズ　3位
- 2020年 -　グランプリ・テルアビブ　5位
- 2020年 -　グランドスラム・パリ　5位
- 2020年 -　グランドスラム・ブダペスト　5位
- 2020年 - ヨーロッパ柔道選手権大会 2位
- 2021年 -　ワールドマスターズ　5位
- 2021年 - ヨーロッパ柔道選手権大会　優勝
- 2021年 -　世界選手権　7位
- 2021年 -　グランドスラム・アブダビ 優勝
- 2022年 -　グランプリ・アルマダ　3位
- 2022年 -　グランドスラム・アンタルヤ　5位
- 2022年 -　グランドスラム・ブダペスト　5位
- 2022年 -　グランドスラム・バクー　2位
- 2023年 -　グランドスラム・パリ　5位
- 2023年 -　グランドスラム・アンタルヤ　7位
- 2023年 -　グランドスラム・ウランバートル　5位
- 2023年 -　ワールドマスターズ　7位
- 2023年 -　グランドスラム・バクー　7位
- 2024年 - ヨーロッパ柔道選手権大会 7位

(出典、judoinside)